# George Henry Durrie

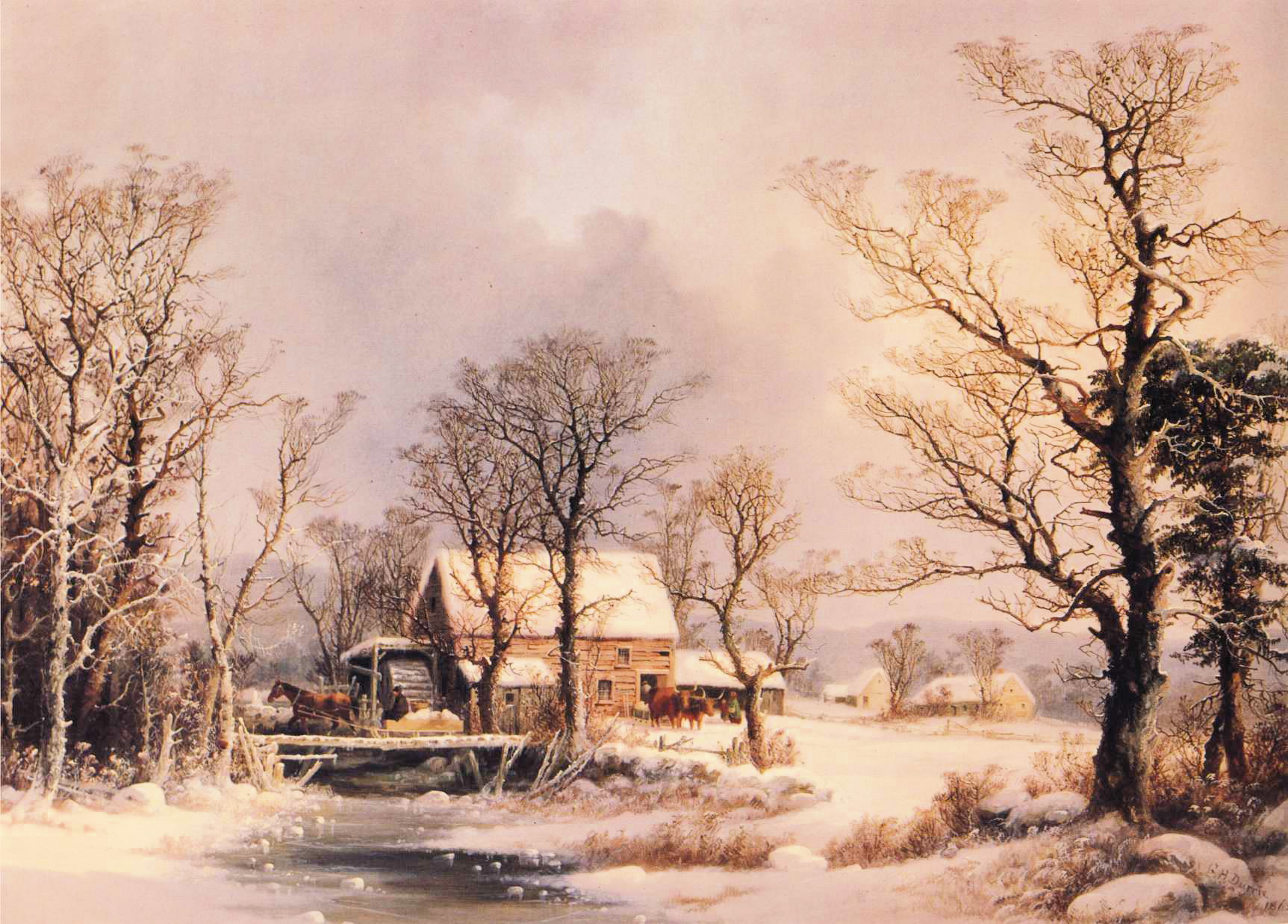
Zima na wsi, 1862

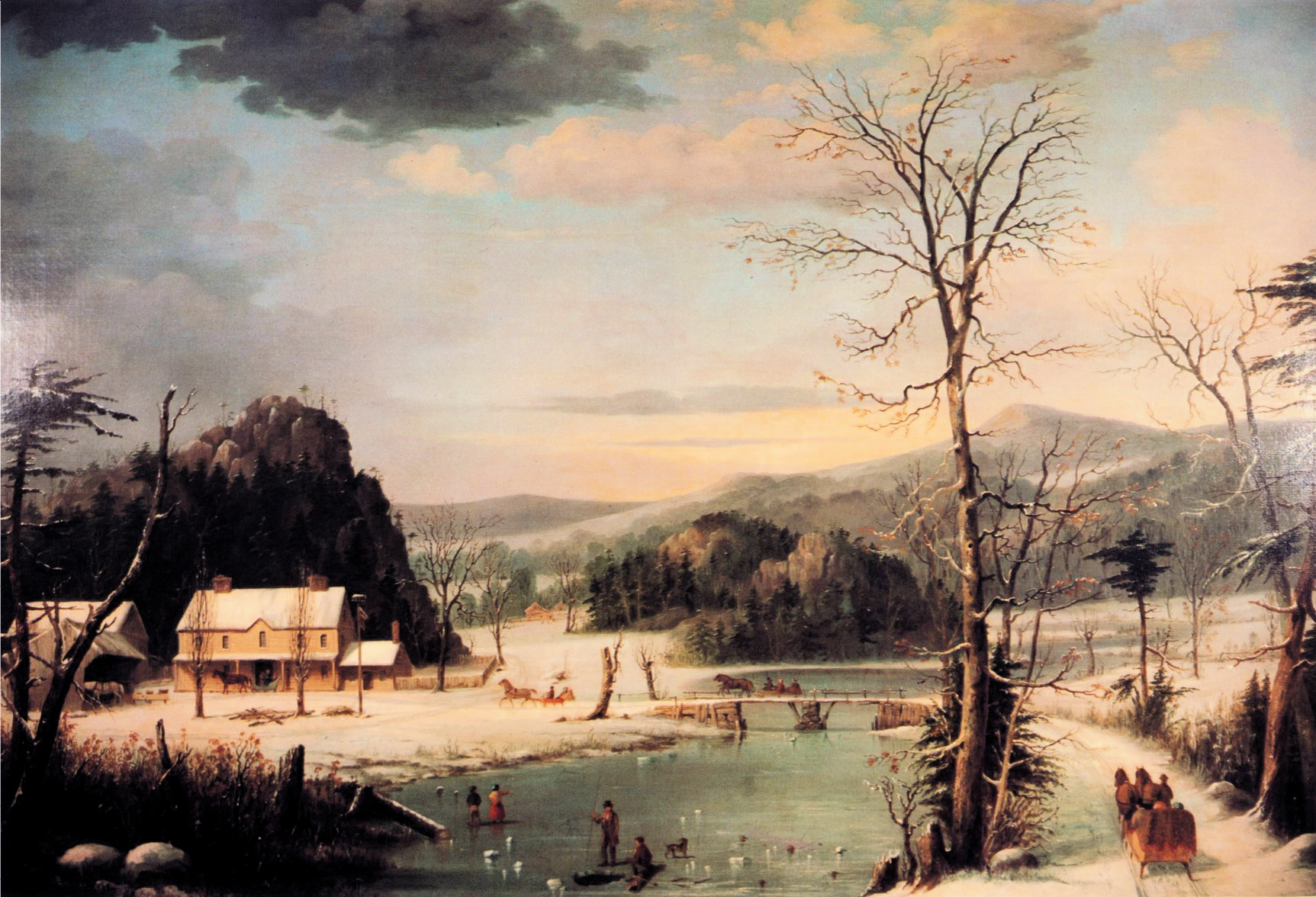
Bożonarodzeniowe przyjęcie, 1852

George Henry Durrie (ur. 6 czerwca 1820 w Hartford, zm. 15 października 1863) – amerykański malarz pejzażysta.
W latach 1839-1841 brał sporadycznie lekcje u portrecisty Nathaniela Jocelyna. Początkowo pracował jako wędrowny malarz w Connecticut i New Jersey (1840-1842), by ostatecznie osiedlić się w New Haven.
Przez pierwsze lata malował portrety, pod koniec lat 50. XIX wieku zainteresował się pejzażem. Przedstawiał najczęściej wiejskie krajobrazy Nowej Anglii, jego prace odznaczają się jasną i jednocześnie ciepłą kolorystyką i częstym wykorzystaniem podobnych motywów. Były to samotne domy wśród drzew, w zimowej, sennej scenerii. Pod koniec życia artysty jego reputacja zaczęła rosnąć, wystawiał już w prestiżowych instytucjach takich jak National Academy of Design. Od 1861 reprodukcje jego prac drukowała firma Currier & Ives. Zmarł przedwcześnie w 1863 r. w 44. roku życia, jego dorobek oceniany jest na ok. 300 prac.
Obrazy George’a Durrie’a znajdują się przede wszystkim w galeriach amerykańskich, prezentowane są m.in. w Fine Arts Museums of San Francisco, Museum of Fine Arts w Bostonie, National Gallery of Art w Waszyngtonie i Brooklyn Museum w Nowym Jorku.

## Wybrane prace
- Christmas Party, 1852
- Winter in the Country (Winter Time at Jones Inn), 1857
- New England Winter Scene, 1858
- Winter Farmyard and Sleigh, 1860
- Hunter in Winter Wood, 1860
- Winter in the Country, 1862